# Deschampsia antarctica
Deschampsia antarctica, nome comum erva-pilosa-antártica, é uma espécie de planta com flor pertencente à família Poaceae. Foi descrita por Étienne-Émile Desvaux e publicada em Flora Chilena 6: 338. 1854.
É uma das duas plantas vasculares fanerógamas nativas da Antártida, sendo a outra a Colobanthus quitensis. Cada vez que há pequenos aumentos de temperatura, mais sementes germinam, criando um grande número de bancos de sementes e de plantas.
Esta pequena gramínea está presente nas Ilhas Órcades do Sul e nas Ilhas Shetland do Sul, bem como ao longo da costa ocidental da Península Antártica e na Argentina (na Terra do Fogo) e Chile (Região de Magalhães e Antártica Chilena).
A sua resistência à radiação ultravioleta é devida a compostos químicos que sintetiza e tem chamado a atenção sobre o seu possível uso farmacológico para tratar cancros tanto de pele como de pés.[carece de fontes?]
Estende-se até aos 69º Sul de latitude.